# У127
У127, У-127 — российский, а позже советский пассажирский паровоз типа 2-3-0 серии У. Имел официальное название Красный паровоз, так как его почётным машинистом являлся сам Владимир Ленин, а в 1924 году привёл траурный поезд вождя пролетариата в Москву. У127 является первым советским паровозом-памятником, а с 1948 года — центральный экспонат музейного павильона у Павелецкого вокзала. До 1992 года числился экспонатом Центрального музея В. И. Ленина, а с 2001 года — музея Московской железной дороги. Единственный сохранившийся представитель серии. Самый старый сохранившийся русский пассажирский паровоз. Объект культурного наследия федерального значения.

## История паровоза

### Ранняя служба
Паровоз был построен в 1910 году на Путиловском заводе (Санкт-Петербург). Далее паровоз поступил на Ташкентскую железную дорогу, где получил обозначение серии П (пассажирский) и номер 127, то есть полное обозначение П127, и стал обслуживать пассажирские поезда. В 1912 году, согласно единой системе обозначения серий, паровоз получил серию У (Уральский), и полное обозначение стало У127.
В 1917 году паровоз получил повреждения (по официальной[а по неофициальной?] версии, из-за проходивших в то время в северном Казахстане боевых действий), в связи с чем был направлен из Оренбурга в Москву. В то время в мире вовсю бушевала эпидемия испанского гриппа (Испанка), и при транспортировке паровоза вирус попал внутрь будки машиниста. В результате этого вскоре погибло несколько человек, что побудило начальство депо Москва Рязано-Уральской железной дороги, куда прибыл паровоз, к решению о дезинфицировании локомотива. Весь сор с паровоза был сожжён, будку изнутри обработали хлоркой, а сам паровоз поставили «под забор».

### Восстановление и дальнейшая работа паровоза
В 1923 году в рамках проходивших тогда в Советской России субботников, в депо было принято решение о восстановлении нескольких отставленных от работы паровозов. Тогда наперекор дурной славе (из-за ряда смертей, произошедших на нём) был выбран У127. Паровоз был отправлен в Козловские паровозные мастерские, где в течение нескольких субботников был доведён до рабочего состояния и перекрашен в красный цвет. Также на его тендер была нанесена надпись:
БЕСПАРТИЙНЫЕ В НОГУ С КОММУНИСТАМИ,
 СМЕЛО ВПЕРЁД К СВЕТЛОМУ БУДУЩЕМУ!
Выпущен из среднего ремонта БЕСПАРТИЙНЫМИ РАБОЧИМИ депо.
К 6-летнему юбилею ячейки РКП ст. Москва Р.Ур.ж.д. 12 мая 1923 г.

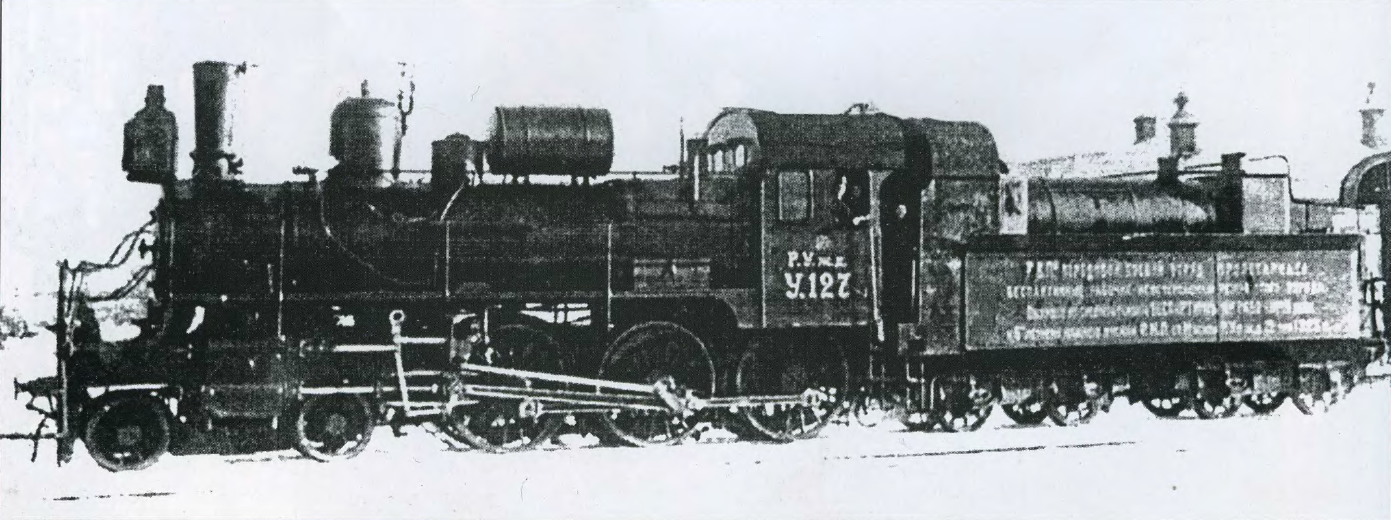
У127 после ремонта в 1923 году

20 мая того же года на общем собрании в депо паровоз был передан в эксплуатацию. На том же собрании официальным старшим машинистом паровоза был назначен В. И. Ленин, о чём последнему было направлено письмо от рабочих. Отныне локомотив получил официальное название «Красный паровоз», а работающие на нём локомотивные бригады формировались только из членов ВКП(б).
21 января 1924 года, то есть спустя ровно 8 месяцев после того события, в Горках после долгой болезни скончался Ленин. 23 января в багажном вагоне № 1691 тело Владимира Ильича было доставлено в Москву. Весь путь от платформы Герасимовская (ныне Ленинская) до Павелецкого вокзала этот траурный поезд вёл паровоз У127, которым управляла локомотивная бригада из депо Москва. В состав бригады входили: машинист Лучин, помощник машиниста Гаврюшин и кочегар Подвойский. Впоследствии машинист Матвей Кузьмич Лучин, работавший на дороге с 1905 года, стал фактически старшим машинистом данного паровоза.
В конце 1920-х У127 перекрасили в традиционный для пассажирских паровозов зелёный цвет, была закрашена даже памятная надпись. От остальных паровозов серии «Красный паровоз» теперь отличался лишь самодельной памятной табличкой о траурном поезде.

### Паровоз-памятник
В 1937 году паровоз был отставлен от эксплуатации и началась реставрация его «коммунистического» облика. Восстановлением руководил сам машинист Лучин. Паровоз был вновь перекрашен в красный цвет, по фотографиям восстановили памятную надпись на тендере. Помимо этого, были убраны оставшиеся отдельные имперские элементы, в том числе двуглавый орёл с таблички на сухопарнике (следы от зубила сохранились до настоящего времени). Паровоз поставили под открытым небом в дальнем тупике станции и обнесли цепью, выставили круглосуточную охрану.
В октябре 1941 года, в связи с проходившими в это время под Москвой военными событиями, У127 и багажный вагон № 1691 под охраной были тайно эвакуированы в Ульяновск. После окончания войны паровоз вернули на прежнее место.

### Музейный экспонат

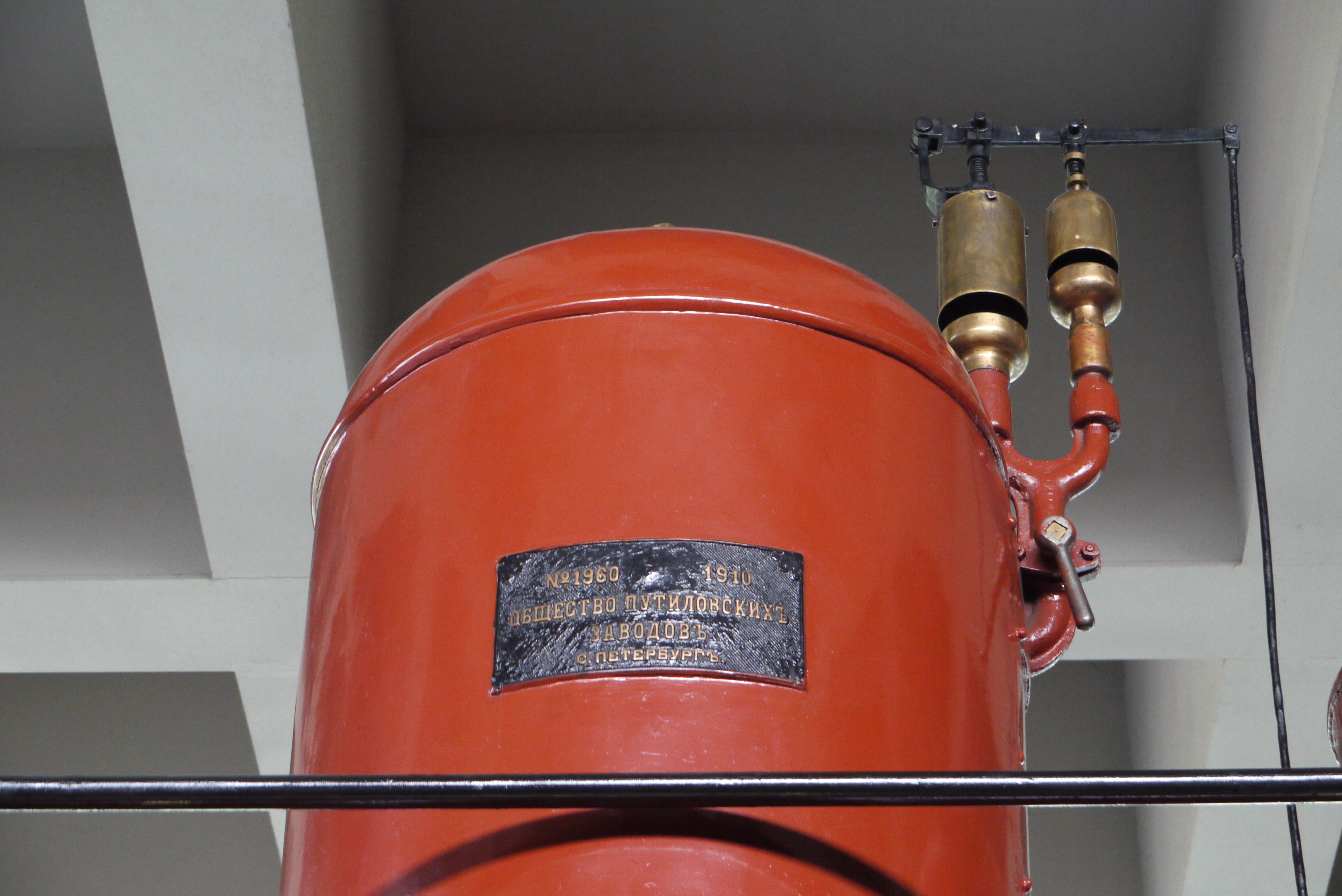
Сухопарник паровоза. На табличке виден след от зубила

Так как нахождение под открытым небом со временем портило паровоз, то вскоре по решению ЦК КПСС у Павелецкого вокзала началось сооружение павильона для бывшего траурного поезда Ленина, а 21 января 1948 года, к 24-й годовщине памятного события, был торжественно открыт музей-павильон «Траурный поезд В. И. Ленина». Построенный в период послевоенного восстановления страны павильон был, по воспоминаниям современников, довольно тесен, поэтому в конце 1970-х началось строительство нового павильона. Укрытые полиэтиленовой плёнкой, паровоз и багажный вагон при этом были вывезены из павильона через предварительно разобранную стену. Точное местонахождение их в период строительства не определено, так как ряд свидетелей указывают то на станцию Ожерелье, то на станцию Кашира.

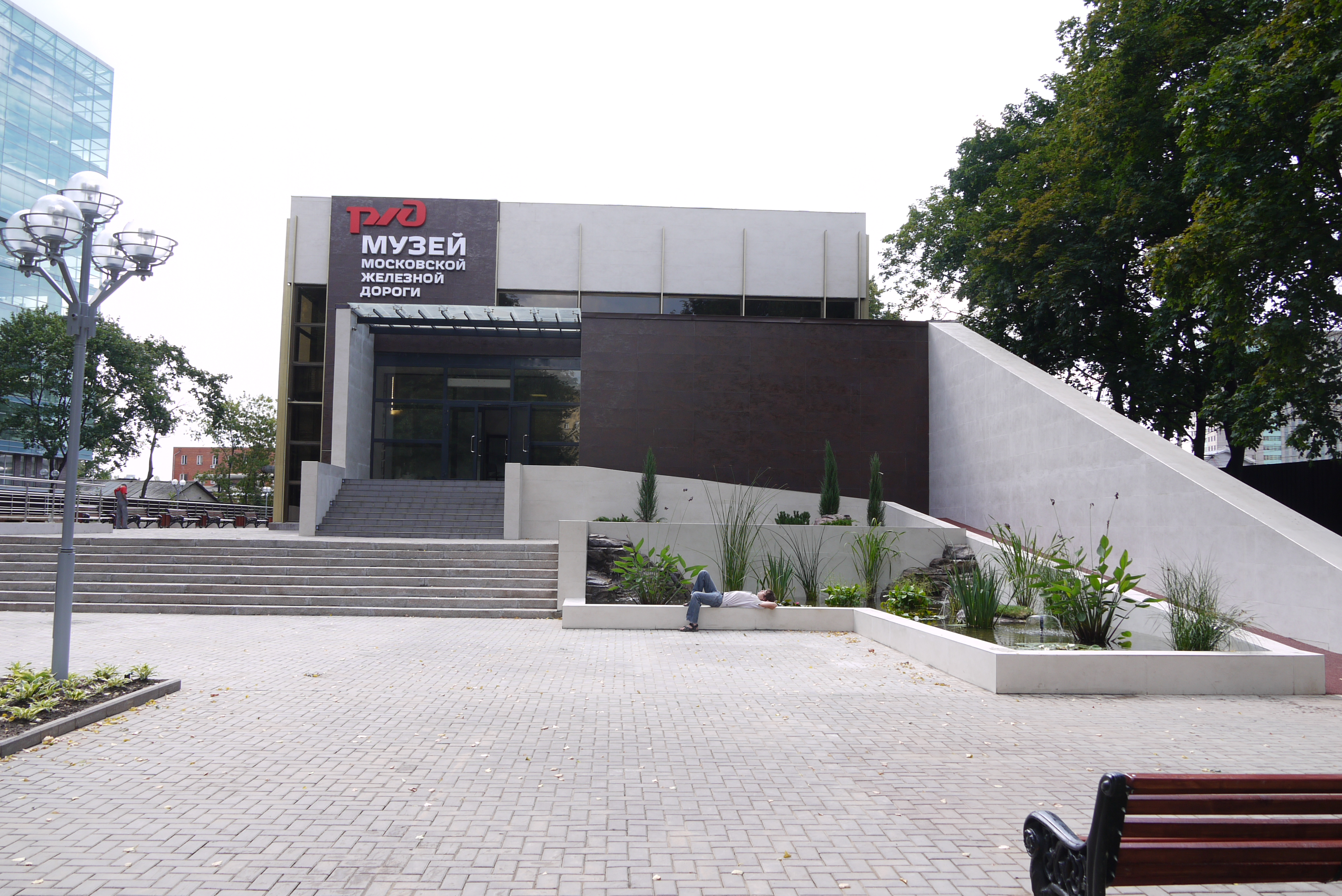
Вход в павильон в 2011 году

Строительство павильона продвигалось весьма быстро. Уже в начале 1980 года по радио было передано сообщение, что закончен ремонт траурного поезда В. И. Ленина. 15 апреля того же года было открыто новое просторное здание музея-павильона.
В 1991 году над павильоном нависла угроза исчезновения. Так, во время августовского путча в музее уже отсутствовала охрана и здание было обесточено. Был закрыт музей В. И. Ленина, к которому относился музей-павильон, в связи с чем доступ к экспозиции для посетителей был закрыт. В 1992 году на фоне паровоза едва не прошли съёмки на кастинг моделей журнала Playboy. В начале 1990-х в здании открылся автомобильный салон.
В 2001 году музей-павильон перешёл в собственность музея Московской железной дороги, а 5 августа 2011 года состоялось торжественное открытие отреставрированного здания, в котором отныне разместилась основная экспозиция музея. 18 апреля 2012 года премьер-министр Владимир Путин издал распоряжение, согласно которому паровоз У127 и вагон № 1691 получили статус объектов культурного наследия федерального значения.

## Мифы и легенды о паровозе
О паровозе У127 написано больше, чем о каком другом, но 99 % написанного — вздор— Заведующий кафедрой «Локомотивы» МИИТа В. Н. Иванов (1978 г.)
Будучи одним из самых известных советских паровозов, У127 известен и рядом легенд, связанных с ним. Доходило вплоть до того, что в радиопередачах конца 1970-х говорилось о том, что во время следования в 1924 году траурного поезда паровозом управлял не кто иной, как сам Иосиф Сталин.

### Боевые повреждения

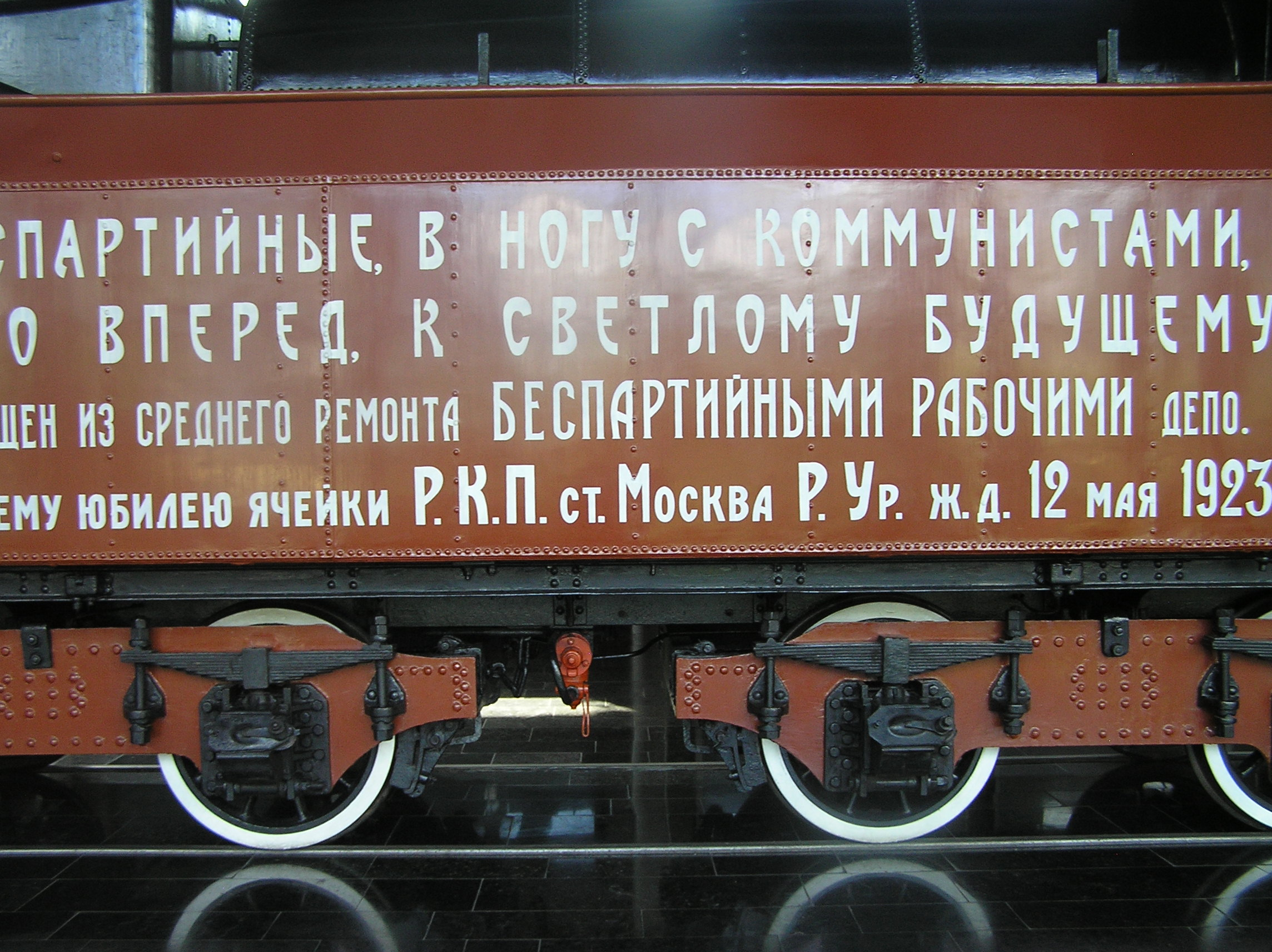
Фрагмент памятной надписи на тендере

Официально паровоз после работы на севере Казахстана получил боевые повреждения и из-за этого был отправлен в Москву на восстановление. Но в этом случае у паровоза оказался бы серьёзно повреждён паровой котёл, что повлекло бы практически полную его замену. И здесь стоит учесть тот факт, что в тяжёлых условиях того времени (экономика страны только восстанавливалась после череды войн и революций) паровоз с подобными повреждениями заведомо был бы обречён на утилизацию. Тем более что У127 тогда был самым обычным, ничем не примечательным паровозом.
Причина же ремонта паровоза была технической: у ушек (прозвище паровозов серии У) был недостаточно надёжен паровой котёл, что часто приводило к течи труб. Такой дефект не позволял эксплуатировать паровоз, но при этом устранялся в течение одного дня и даже силами одного рабочего — котельщика. Это было одной из основных причин того, что именно этот паровоз был выбран для показательного ремонта в субботник. Собственно, устранение течи в котле, перекраска локомотива и доукомплектование его до эксплуатационного состояния (стоящие «под забором» паровозы нередко грабили, причём часто сами рабочие депо) и было объявлено «восстановлением» «разбитого» паровоза. Но фактически это был обычный средний ремонт, о чём, кстати, прямо указано в тексте памятной надписи.

### «Генеральская вдова»
Данная легенда достаточно широко была распространена среди работников депо Москва Павелецкого направления — последнего места работы паровоза. Дело в том, что при транспортировке паровоза из Оренбурга в Москву сопровождающие его железнодорожники заболели, а затем скончались в больнице, куда их поместили по прибытии на место. В депо паровоз был поставлен в тупик, а затем в течение следующих дней в его будке находили несколько умерших бродяг. Позже скончался и один из работников депо. Причина этих смертей в то время была банальна — испанка, бушевавшая тогда в мире, жертвами которой стал не один десяток миллионов человек. В связи с этим, как уже было сказано выше, была проведена полная стерилизация паровоза с применением хлорки.

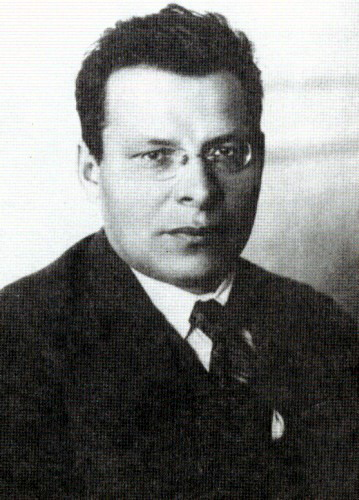
Ян Рудзутак стал «одной из жертв» Генеральской вдовы

Однако большое количество смертей привело к тому, что за У127 закрепилось прозвище Чёрная вдова (женщина, похоронившая двух и более мужей). Это-то прозвище в 1923 году и привело к решению отремонтировать данный паровоз силами молодёжи в знак борьбы с «буржуазными предрассудками». Паровоз был перекрашен в «коммунистический» красный цвет, а 20 мая почётным старшим машинистом был назначен сам руководитель страны — Владимир Ленин. 8 месяцев спустя (21 января 1924 года) неожиданно для большинства населения страны Ленина не стало. На самом деле Владимир Ильич уже с мая 1922 года тяжело болел (официально — атеросклероз сосудов), а поэтому к паровозу данная смерть не имеет никакого отношения. Однако среди работников депо этот случай только усилил веру в «проклятье» локомотива, за которым теперь накрепко закрепилось прозвище «генеральская вдова», так как генералов в Красной армии 1930-х не было и само слово имело отрицательный смысл. Доходило до того, что многие впоследствии сравнивали «проклятие паровоза» с «проклятием Тамерлана». В 1978 году Александр Бернштейн (автор ряда книг и публикаций по истории локомотивостроения) при беседе с ветеранами депо даже записал на магнитофон следующий диалог:
— Ну вот я несколько поездок на нём совершил и ничего, жив-здоров. Глупости всё это!

— Глупости, говоришь? Ты лучше вспомни, как тебя сажали на У127 чуть ли не пинками, а ты ныл ещё, кричал, что поедешь на любой машине, самой дрянной, только не на этой. Было это? Вспомни-ка!
Над всеми этими легендами достаточно долго смеялся машинист Лучин, который работал на паровозе с 1924 по 1937 гг., то есть практически до самого списания паровоза. По мнению же сторонников легенды, У127 «пожалел» машиниста, который заботился о локомотиве. Но во время реконструкции в 1937 году Лучин самолично сбил имперского двуглавого орла с таблички на сухопарнике (следы от этого сохранились до сих пор), и этого паровоз уже «не простил». Вскоре Лучин был арестован и его дальнейшие следы затерялись. Также в 1937 году был арестован, а в 1938 расстрелян Ян Рудзутак, который в 1930 году, будучи наркомом путей сообщения, совершил поездку на данном паровозе, а в 1937 году отвечал за его реконструкцию. По легенде, погибло более десятка человек, так или иначе связанных с паровозом. Также широко распространена история и о том, как в данный паровоз ударила молния, ослепившая (вариант — убившая) находящихся в то время в паровозе людей.